# 채제공선생묘
채제공선생묘(蔡濟恭先生墓)는 대한민국 경기도 용인시 역북동에 있는 조선 정조 때의 문신인 번암(樊巖) 채제공(1720∼1799) 선생의 묘소이다. 1973년 7월 10일 경기도의 기념물 제17호로 지정되었다.

## 개요
조선 정조 때의 문신인 번암(樊巖) 채제공(1720∼1799) 선생의 묘소이다.
영조 19년(1743)에 문과에 급제하여 이조참판·우의정·좌의정·영의정 등의 주요 관직을 거쳤고,『열성지장』과『국조보감』의 편찬사업에 참여하였다. 영조와 정조대에 걸친 기간 중 정치·경제·문화·사회 등 각 분야에 많은 업적을 남겼는데, 특히 수원성곽 축성에 많은 공을 세워 정조로부터 두터운 신임을 받았다.
봉분의 앞에는 상석과 향로석이 있고, 좌우로 망주석과 석양(石羊)이 1쌍씩 서 있다. 봉분의 오른쪽으로는 묘비가 서있고, 약 80m 떨어진 비각 안에는 정조가 직접 썼다는 뇌문비(誄文碑:죽은 사람의 생전의 공덕을 칭송하는 글을 새긴 비)가 있어 정조의 총애를 짐작할 수 있다.

## 같이 보기
- 채제공
- 정조 어제 채제공 뇌문비 - 경기도 유형문화재 제76호

## 참고 자료
- 채제공선생묘 - 국가유산청 국가유산포털